# Regnaut de Gournay
Regnaut de Gournay (mort en 1603) est seigneur de Villers, bailli de Nancy, chef du Conseil d'État de Lorraine.
De son premier mariage avec Agnès d’Esche, il a trois fils :
1. Charles, seigneur de Villers, sénéchal de Lorraine ;
2. Henri, bailli de Saint-Mihiel, « gouverneur » (le masculin de gouvernante) du duc Charles IV, premier gentilhomme de la chambre de Gaston, duc d’Orléans, ambassadeur de France à Constantinople ;
3. Charles-Chrétien, évêque de Toul de 1636 à 1637.

De son second mariage avec Louise d'Apremont, fille de Gérard III d'Apremont, bailli de l'évêché de Verdun (mort en 1553), il hérite de la seigneurie de Marchéville.
C'est un descendant de François de Gournay, conseiller et chambellan de Charles Quint.